# راي هربرت تالبوت
راي هربرت تالبوت (بالإنجليزية: Ray Herbert Talbot)‏ هو سياسي أمريكي، ولد في 19 أغسطس 1896 في شيكاغو في الولايات المتحدة، وتوفي في 30 يناير 1955 في بويبلو في الولايات المتحدة. حزبياً، نشط في الحزب الديمقراطي. وقد انتخب Governor of Colorado ‏ (1937 – 12 يناير 1937) وانتخب عضو مجلس نواب كولورادو.